# Louis Méridier
Louis Méridier, né le 1er octobre 1879 à Saint-Éloy-les-Mines et mort le 17 mai 1933 à Lausanne, est un helléniste français.

## Biographie
Après des études à la Faculté des lettres de Clermont puis à la Sorbonne, il passe l'agrégation de lettres en 1901 puis suit les cours à l’École des Hautes Études. Il obtient son doctorat ès lettres en 1906 .
Louis Méridier est tout d'abord maître de conférences de langue et littérature grecques à la Faculté des lettres de Montpellier, de novembre 1908 à janvier 1920. Sa carrière le porte ensuite vers un poste de maître de conférences de langue et littérature grecques à la Faculté des lettres de Paris, en février 1920. Il devient par la suite professeur de langue et littérature grecques et décède en 1933, toujours en fonctions.
Outre ses fonctions universitaires, Louis Méridier est membre du jury de l'agrégation des lettres de 1921 à 1929 ; collaborateur et, à partir de 1921, directeur de la Revue des études grecques, et collaborateur de la Revue critique ainsi que de la Revue de philologie.

## Œuvres
- L'influence de la seconde sophistique sur l'oeuvre de Grégoire de Nysse, Paris, Hachette, 1906
- Le philosophe Thémistios devant l'opinion de ses contemporains, Rennes, F. Simon, 1906
- Le prologue dans la tragédie d'Euripide, Paris, Fontemoing, 1911
- Hippolyte d'Euripide : étude et analyse, Paris, Mellottée, 1930

## Traductions
- Grégoire de Nysse, Discours catéchétique, Paris, A. Picard et fils, 1908 (lire en ligne)
- Euripide, Tragédies, t. I : Le Cyclope - Alceste - Médée - Les Héraclides, Paris, Les Belles lettres, 1926
- Euripide, Tragédies, t. II : Hippolyte - Andromaque - Hécube, Paris, Les Belles lettres, 1927
- Euripide (trad. avec Henri Grégoire et Fernand Chapouthier), Tragédies, t. V : Hélène - Les Phéniciennes, Paris, Les Belles lettres, 1950
- Euripide (trad. avec Henri Grégoire et Fernand Chapouthier), Tragédies, t. VI, 1e partie : Oreste, Paris, Les Belles lettres, 1959
- Platon, Œuvres complètes, t. V, 1re partie : Ion - Ménexène - Euthydème, Paris, Les Belles lettres, 1931
- Platon, Œuvres complètes, t. V, 2e partie : Cratyle, Paris, Les Belles lettres, 1931

## Distinctions
Louis Méridier est nommé Chevalier de la légion d'honneur, et obtient le prix Zographos de l'Association des études grecques pour ses thèses.